# Karl Herzog (Volleyballspieler)
Karl Herzog (* 9. November 1941 in Erfurt) ist ein ehemaliger deutscher Volleyballspieler und -trainer.

## Karriere als Spieler
Karl Herzog begann mit dem Volleyball in der DDR und wurde 1958 mit Erfurt DDR-Jugendmeister. Im Oktober 1958 kam er in die Bundesrepublik Deutschland. Hier spielte er  bei Jugenddorf Limburgerhof und wurde 1959 Deutscher Meister. Danach wechselte er zu Alemannia Aachen, wo er 1961 erneut Deutscher Meister wurde. Anschließend ging er nach Münster und war dort Mitbegründer des USC. Hier führte er die Männermannschaft von 1965 bis 1972 achtmal in Folge zum Deutschen Meistertitel. In dieser Zeit war Karl Herzog auch 108-facher deutscher Nationalspieler, was damaligen Rekord bedeutete.

## Karriere als Trainer
Karl Herzog war 1972 bei den Olympischen Spielen in München Co-Trainer der bundesdeutschen Frauen-Nationalmannschaft. 1974 wurde er als Trainer der Frauen vom USC Münster Deutscher Meister. Später trainierte er die Männer vom USC Münster und vom SSF Bonn, mit denen er das DVV-Pokalfinale erreichte. In den 1980er Jahren trainierte er erneut die Bundesliga-Frauen beim USC Münster.

## Privates
Karl Herzog wohnt mit seiner Frau Margarethe in der Nähe von Emsdetten nördlich von Münster. Er hat drei Söhne und eine Tochter sowie zahlreiche Enkelkinder.